# José Sarmento Barata
José Sarmento Barata (Porto Alegre, 21 de agosto de 1900 – 4 de março de 1987) foi um médico brasileiro.
Graduado pela Faculdade de Porto Alegre em 1923, defendeu a tese de doutoramento “Estudo sobre a lepra no Rio Grande do Sul”. Foi eleito membro da Academia Nacional de Medicina em 1940, sucedendo Abdon Eloy Estellita Lins na Cadeira 50, que tem Antônio Fernandes Figueira como patrono.